# Берум
Берум (норв. Bærum) — комуна у фюльке Акерсгус, Норвегія.
Адміністративний центр муніципалітету — місто Саннвіка.
Однією з пам'яток комуни є садиба Фрітьйофа Нансена — Пульгегда.

## Спорт
У муніципалітеті базується футбольний клуб «Стабек».

## Уроженці комуни
- Фрітьйоф Нансен (1861–1930) — океанограф, біолог, метеоролог та громадський діяч
- Тер'є Роллем (1915–1993) — полковник
- Віктор Спарре (1919–2008) — художник
- Крістіан Берггайм (1926–2010) — джазовий саксофоніст
- Туралв Меурстад[en] (* 1926) — актор, режисер
- Томас Геуг (* 1927) — винахідник мобільного зв'язку
- Ґру Гарлем Брунтланн (* 1939) — прем’єр-міністр (1981, 1986–1989, 1990–1996)
- Ейстейн Севог[en] (* 1957)  — музикант напрямку «Нью-ейдж»
- Беате Ґрімсруд (* 1963) — актриса
- Дорді Нордбі (* 1964) — кьорлінгістка
- Ян Торе Саннер (* 1965) — політик
- Анне Берге (* 1966) — гірськолижниця
- Гаралл Ея (* 1966) — соціолог
- Ерлен Скомсволл[en] (* 1969) — джаз-музикант
- Аннікен Гуйтфельдт (* 1969) — політична діячка
- Ганс Петтер Бурос (* 1975) — гірськолижник і олімпійський чемпіон
- Ане Дал Торп (* 1975) — акторка
- Пол Матісен (* 1977) — співак
- Ола Яйло (* 1978) — піаніст і композитор
- Андреас Гаугер (* 1979) — футболіст
- Маріанне Рервік (* 1983) — керлінгістка
- Геннінг Гаугер (* 1985) — футболіст
- Терйе Гільде (* 1986) — спортсмен з стрибків з трампліна
- Том Гільде (* 1987) — спортсмен з стрибків з трампліна
- Ерік Гусеклепп (* 1984) — футболіст
- Тіріль Екгофф (* 1990) — біатлоністка
- Томас Крістенсен (* 1990) — гандболіст
- Лотте Смісет Сейерстед (* 1991) — гірськолижниця
- Інгрід-Ланнмарк Тандреволл (* 1996) — біатлоністка
- Сандер Берге (* 1998) — футболіст
- Олівер Валакер Едвардсен (* 1999) — футболіст